# Tu nell'intimità
Tu nell'intimità è un album musicale di Franco Califano, pubblicato nel 1999.

## Tracce
- Tu nell'intimità
- Io non piango
- Roma nuda
- Come una canzone
- Minuetto
- L'isola felice
- Tutto il resto è noia
- Un'estate fa
- D'estate mai
- Bimba mia
- La mia libertà
- Stasera sono solo
- Gli amici restano

## Formazione
- Fabio Cerqueti -chitarra acustica e elettrica-
- Davide Nerattini -batteria-
- Pino Pecorelli -contrabbasso e basso elettrico-
- Olen Cesari -violino-
- Andrea Pesce -pianoforte-
- Giovanni Di Cosimo -flicorno-
- Alberto Laurenti -Produzione artistica, arrangiamenti, tastiere, chitarra classica, banduria e mandolino-
- Luca Velletri -cori-
- Marco D'Angelo -cori-
- Luciana Martini -cori-